# Ryō Tanada
Ryō Tanada (japanisch 棚田 遼 Tanada Ryō; * 19. Juni 2003 in Hiroshima, Präfektur Hiroshima) ist ein japanischer Fußballspieler.

## Karriere
Ryō Tanada erlernte das Fußballspielen in der Jugendmannschaft von Sanfrecce Hiroshima. Hier unterschrieb er am 1. Februar 2022 auch seinen ersten Profivertrag. Der Verein aus Hiroshima, einer Hafenstadt im Südwesten der japanischen Hauptinsel Honshū, spielt in der ersten japanischen Liga, der J1 League. Sein Erstligadebüt gab Ryō Tanada am 2. Juli 2022 (19. Spieltag) im Heimspiel gegen Júbilo Iwata. Bei dem 3:0-Sieg wurde er in der 78. Minute für Tsukasa Morishima eingewechselt. Am 22. Oktober 2022 gewann er mit dem Verein den Japanischen Ligapokal. Das Endspiel gegen Cerezo Osaka gewann man mit 2:1. Im Februar 2024 wechselte er auf Leihbasis zum Zweitligisten Iwaki FC. Für den Verein aus Iwaki bestritt er zehn Ligaspiele. Die Saison 2025 wurde er an den Drittligisten Gainare Tottori verliehen.

## Erfolge
- Japanischer Ligapokalsieger: 2022